# Grand-Aigueblanche
Grand-Aigueblanche község Franciaország Auvergne-Rhône-Alpes régiójában, Savoie megyében. Új községként 2019. január 1-jén jött létre Aigueblanche, Le Bois és Saint-Oyen község egyesítésével. A korábbi községek egyesülésekor az új község lélekszáma 3899 fő lett. Lakosainak száma 3794 fő (2022. január 1.).

## Népesség
| Lakosok száma | 3850 | 3818 | 3838 | 3823 | 3809 | 3794 |
|               | 2017 | 2018 | 2019 | 2020 | 2021 | 2022 |